# 17 Musicians in Search of a Sound: Darfur
17 Musicians in Search of a Sound: Darfur ist ein Jazzalbum von Bill Dixon. Es enthält einen Mitschnitt eines Auftritts auf dem New Yorker Vision Festival im Jahr 2007. Das Album erschien 2008 bei AUM Fidelity. Das Orchester und die Produktion koordinierte Stephen Haynes.

## Hintergrund
Dixons Tätigkeit als Komponist reicht bis in die 1960er-Jahre zu seinen Aktivitäten für die Jazz Composers Guild zurück. Nach der Konzentration auf kleinere Besetzungen von den 1970er- bis in die 1990er-Jahre arbeitete er in seinen späteren Jahren bis kurz vor seinem Tod am 16. Juni 2010 mit größeren Ensembles, wie dem Exploding Star Orchestra. Das Werk 17 Musicians in Search of a Sound: Darfur und dessen Darbietung mit dem Bill Dixon Orchestra entstand im Auftrag der Arts for Art, Inc. dem Veranstalter des New Yorker Vision Festival als eine von drei Auftragskompositionen auf dem Vision Festival XII im Jahr 2007. Unterstützt wurde die Aufführung vom New York State Music Fund. Zu den Musikern um Dixon, der Lead-Trompete spielte und als Ensembleleiter fungierte, gehörten Taylor Ho Bynum, Graham und Stephen Haynes, Dick Griffin, Steve Swell, Joe Daley, Karen Borca, J. D. Parran, Jackson Krall und Warren Smith. Mit mehreren Musikern des „Darfur“-Projekts setzte Dixon in den folgenden drei Jahren die Arbeit mit größeren Ensembles fort, die er auf den beiden Alben Tapestries for Small Orchestra (Firehouse 12 Records, 2008) und Envoi (Victo, 2010) dokumentierte.

## Musik des Albums
17 Musicians in Search of a Sound: Darfur hat die Form einer Suite, in deren Zentrum das lange Stück Sinopia steht. Das Album beginnt mit einer Prelude, deren „brutaler Aufbau“ mit einer lieblichen Konversation unter den Holzbläsern beginnt, bevor ein „Schützenfest der Blechbläser“ anhebt. Die Band findet dann zusammen, als der Missklang in Lautstärke und Gewalt ansteigt und letztlich einen Punkt erreicht, an dem man das Gefühl hat, er müsste in Stille abbrechen. Sinopia entspräche in der Malerei die Farbe trockener Erde; „kurze ahnungsvolle Abschnitte, düster und bedrohlich, in langsamen Tempo“, die an Filmmusik erinnern und an klassische Musik grenzen, in der tiefe unisono gespielte Töne eine erschreckend dramatische Atmosphäre schaffen, die von der Perkussion noch gesteigert wird. Davon weichen Cello und Arco-Kontrabass mit einigen dissonanten Klängen ab. „Die dunkle Klangwolke endet jeweils, um die individuellen Stimmen der verschiedenen Instrumente jammern und heulen zu lassen, im Duett oder mit dem ganzen Ensemble, womit ein voll tönendes und intensíves Chaos geschaffen wird, was abrupt stoppt und man wieder dem Hauptklang nahekommt.“ In Scattering of the Following erhalten die einzelnen Instrumente die erste Möglichkeit zu wirklicher Improvisation mit Trompete, Tuba, Basssaxophon und Vibraphon im Zentrum der Bühne, im vollständigen Durcheinander und emotionale Not ausdrückend. Darfur ist „eines der düstersten Stücke von orchestraler Schwermut und Verhängnis, das auf halber Strecke für quietschende Saxophonklänge und den kreischenden Arco-Bass stoppt, unterstützt von unregelmäßigem Schlagzeug, was die Musik zu einem Crescendo der Hoffnungslosigkeit führt, dem ein Trompetensolo folgt und dann langsam das ganze Ensemble.“ Dem zentralen Stück Sinopia folgen vier kurze, die die Einleitung des Albums spiegeln, erneut mit langsam gespielten düsteren, schwermütigen und bedrohlichem Ensembleklang („Pentimenti“), eine Referenz an die Malerei, die sich im Titel und auf dem Cover wiederfindet und das Interesse des Komponisten am Schaffen von Klangfarben, neuer Mischungen und Ansätze zeigt.

## Titelliste
- Bill Dixon: 17 Musicians in Search of a Sound: Darfur (AUM Fidelity – AUM046[5])
  1. Prelude, 3:07
  2. Intrados, 3:58
  3. In Search of a Sound, 4:15
  4. Contour One, 1:43
  5. Contour Two, 0:10
  6. Scattering of the Following, 7:00
  7. Darfur, 5:27
  8. Contour Three, 3:14
  9. Sinopia, 23:37
  10. Pentimento I, 0:43
  11. Pentimento II, 0:17
  12. Pentimento III, 0:22
  13. Pentimento IV, 2:41
- Alle Kompositionen stammen von Bill Dixon (Metamorphosis Music, BMI)

## Rezeption
Brent Burton schrieb in JazzTimes (2008), wie das Vorgängeralbum mit dem Exploding Star Orchestra sei 17 Musicians eine „dichte, ausgedehnte Leistung“ und knistere „voller Energie, wie man es nur bei einer Livedarbietung findet.“ Es herrsche „eine Spannung zwischen Ungeduld und Zurückhaltung, was den Improvisationen eine angenehme, wenn auch kantige Qualität verleiht“. Den Klang der Darbietung könne man am besten als Dröhnen beschreiben, was am passendsten zu dem damals aktuellen Darfur-Konflikt passe.
Ähnlich meinte Michael G. Nastos in Allmusic, der Genozid in Darfur werde nicht durch eine wütende oder empörte expressionistische Musik thematisiert, sondern durch die Wahl von Ausdrucksweisen, die den hilfsbedürftigen Aufschrei der Menschen in Darfur reflektiere. Dixon benutze dafür lang anhaltende Töne, die im Laufe des Programms anschwellen und verschwinden. Damit entstehe ein „Projekt herber Emotion, geschickter Kontrapunkte und ätzender Realität im Engagement zugunsten von Bedingungen in der so genannten zivilisierten Welt, die so nie bestehen sollten.“
Der Autor des Free Jazz Blog hält den Konzertmitschnitt zu den musikalischen Höhepunkten des Jahres; es sei „kompromisslos, aber intelligent, mit einer Band großartiger Musiker, die in einer unglaublich kontrollierten und fokussierten Art und Weise spielten.“ Es habe damit in jedem Aspekt Erfolg, wo Evan Parkers Boustrophedon zu kurz greife. Dixon nutze das Orchester in seinem vollen Potenzial und schaffe damit überzeugende Musik, kraftvoll, tief emotional und kohärent in dem von ihm geschaffenen Höreindruck. Bill Dixon schaffe es, ein großes Areal musikalischer Emotionen zu schaffen, indem er mit den endlosen Möglichkeiten dieser Musik spielt, um gleichzeitig die Tragödie von Darfur anzutippen. „Dies ist ein starkes und kraftvolles musikalisches Statement. Und es ist unendlich traurig.“

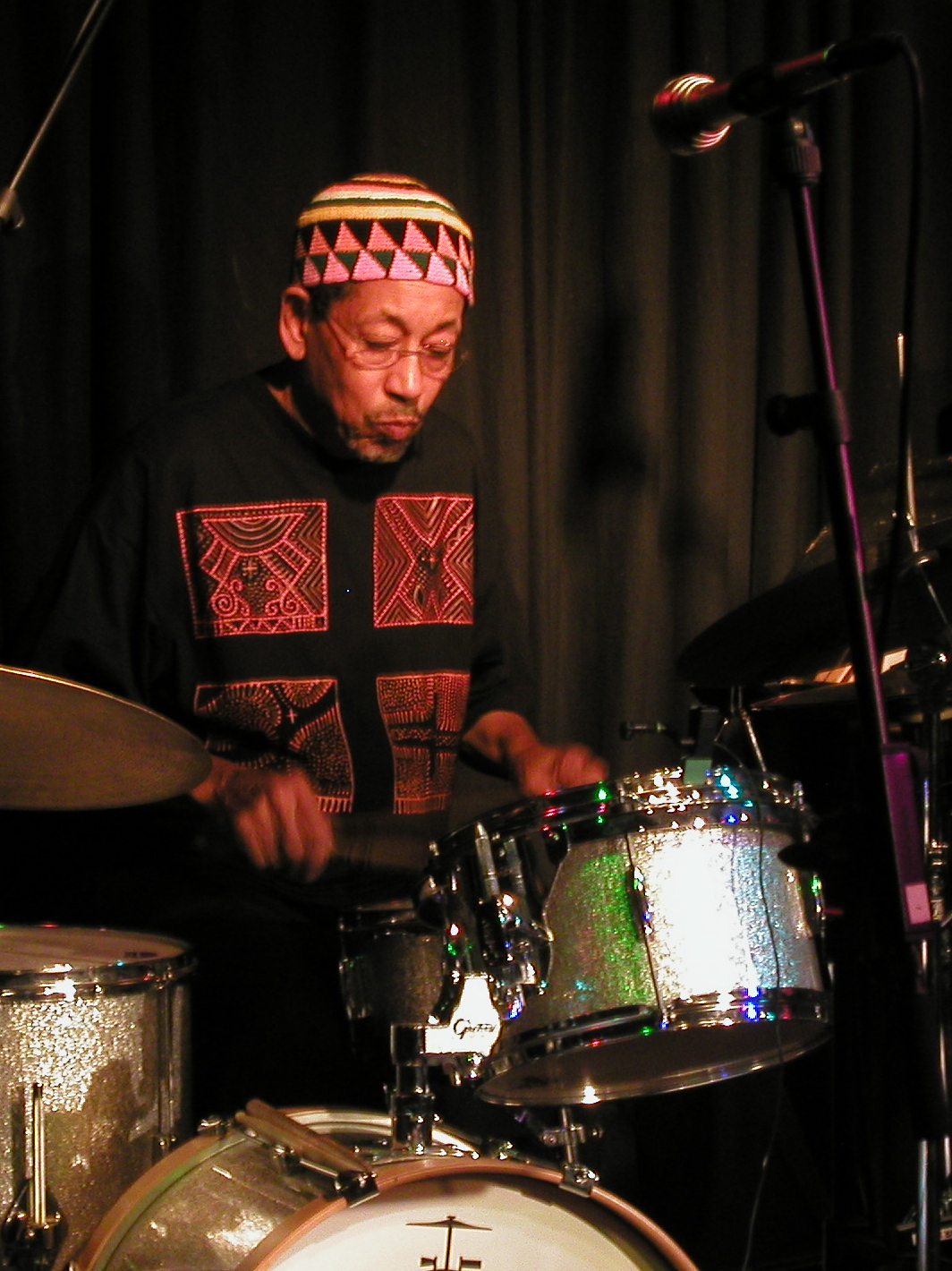
Warren Smith im November 2008

Jode Tangari schrieb in Pitchfork, es gebe möglicherweise keine Musik, die in der Kombination von ursprünglicher Expression und intellektuellen Überlegungen wie Free Jazz das passendste Medium sei, den (damals) aktuellen Krieg in Darfur zu thematisieren. Dixon habe mit seiner Orchestrierung eine Art „gesteuertes Verglühen“ formuliert. Die primäre Quelle der Spannung komme vom Kontrast zwischen Dichtigkeit und Spärlichkeit. „Vom Standpunkt des Hörers macht es die tonale und texturale Variation des Projekts und relativ einfache Organisation einem Newcomer des Genres zugänglicher als ein großer Teil der Free Music, dennoch braucht es Bereitwilligkeit, von den üblichen Strukturen abzusehen.“ In der Tat enthalte das Werk in einem Fluss von Heftigkeit zu Ruhe und zurück mehr Gemeinsamkeiten mit moderner Kammermusik wie etwa Olivier Messiaens Quartet for the End of Time als gegenüber der Musik von Albert Ayler, Cecil Taylor und weiteren Free-Jazz-Größen. Dixon habe „ein herausragendes Werk des Modern Jazz und des politischen Kommentars“ geschaffen, resümiert Tangari.
Jason Bivins notierte in Dusted, das Album biete die seltene Gelegenheit, Bill Dixon im Kontext eines größeren Ensembles zu hören, das u. a. aus Mitgliedern des Orchesters von Anthony Braxton (Bynum und Dewar), auf der Loft-Szene der 1970er und 1980er Jahre (Daley, Borca, Smith), und Musikern aus dem Bereich der zeitgenössischen Musik (Swell und Krall) stammen. Damit sei das Projekt „ein Destillat von Dixons einzigartiger Vision – eine Kollektivimprovisation, die in gleichem Maße in Leidenschaft und Empörung ruht.“ Zum Glück gerate der Klang dabei nicht matschig, dem Fluch von Aufnahmen großer Ensembles. Der Autor hebt die solistischen Leistungen Taylor Ho Bynums in In Search of a Sound und Karen Borcas in Darfur hervor. Nach dem zentralen Stück Sinopia sei der Rest des Albums nicht ganz so eruptiv. Im Ganzen sei der Konzertmitschnitt „eine reiche Erfahrung“, die der Autor als ein Muss sowohl für Dixon-Fans als auch von Ensemble-Improvisationen betrachte.

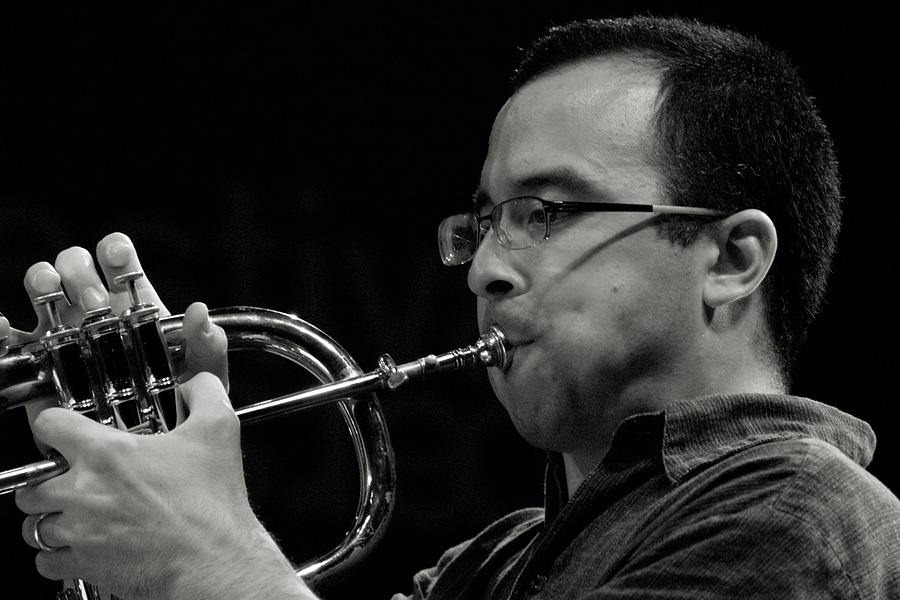
Taylor Ho Bynum

Mike Corroto hebt in seiner Besprechung des Albums in All About Jazz auf den Einfluss Dixon auf Musiker der jüngeren Generation wie Axel Dörner, Taylor Ho Bynum, Peter Evans und vor allem Rob Mazurek an, dessen Verdienst es sei, Dixon mit dem Exploding Star Orchestra zusammengebracht zu haben. Nach dem Vorbild dieses 13-köpfigen Ensembles habe Dixon seine Gruppe aus 17 Musiker für das Vision Festival zusammengestellt. Dabei habe der Trompeter – ähnlich wie Thelonious Monk mit seinem Town Hall Konzert oder Charles Mingus bei seinen Orchesterarbeiten – wenig Zeit für die Proben gehabt. Dadurch gebe es zum einen komponierte, zum anderen improvisierte Passagen. Dabei bekomme man den Eindruck, dass Dixon manchmal das Ensemble führe, in anderen Momenten den Interpreten die Freiheit lässt, ihren eigenen Neigungen nachzugehen. Trotzdem werde die Musik Dixons Standards gerecht; „die Musiker schaffen Stimmungen für seine weit offene Landschaft einer Vision, indem sie Solos zwischen Kavernen von Klang setzen.“ 17 Musicians in Search of a Sound habe die „Anmutung eines grob geknüpften Teppichs, der aus feinen Materialien besteht.“
Ebenfalls in All About Jazz notierte Nic Jones, Bill Dixons Musik habe hier eine „unendliche Farbigkeit“, gespielt von einem Ensemble, das hinsichtlich seiner Intentionen sehr einfühlsam sei. Verständlich sei, dass etwa ein Stück wie In Search of a Sound Dixons bevorzugte instrumentale Klangfarbe verwende; „dabei schichtet er statische Klangblöcke individueller Stimmen im Dienste eines düsteren, ahnungsvollen Endes, das unviollendet bleibt, und der nahtlose Übergang zu Contour One ermöglicht die Auflösung der Kräfte, ein einziges Kornett scheint durch eine verwüstete Landschaft zu wandeln.“ Zuweilen fühle es sich so an, als seien die Klangfarben der einzige verfügbare Trost. In seiner ganzen bedrohlichen Stimmung werde Darfur dadurch lebendig, indem Warren Smith’ Pauken und Karen Borcas Fagott die Linien schraffieren, und erneut sind diese Klangblöcke das Merkmal der Musik, bevor Andrew Raffo Dewars Sopransaxophon eine Bridge zu einer heftigen Passage einleitet. Eines der herausstechendsten Merkmale des längsten Stücks des Albums Sinopia sind Spiralen hoher Blechtöne, die sich im Äther über einem Bett von Basssaxophon und tiefen Blechbläsern aufzulösen scheinen. Dixon selbst stellt sich hier als Virtuose der Klangfarben heraus und den Musikern gebührt für die Realisierung dessen gleichermaßen Anerkennung. Gegenüber den großen Leistungen in Sinopia sind Pentimento I bis Pentimento IV hinsichtlich ihrer Länge eher Skizzen. Tatsache sei aber, dass diese Teile des Werks sich gut dazu eignen würden, ein Musikprogramm zu beschließen, das nicht für komfortables Zuhören geschaffen wurde, sondern sehr herausfordernd sei.